# Vayelekh
Vayelekh, Vayeilekh, VaYelekh ou Va-yelekh (וילך — héb. pour « il alla », le premier mot de la parasha) est la 52e section hebdomadaire du cycle annuel de lecture de la Torah et la neuvième du Livre du Deutéronome.
Elle correspond à Deutéronome 31:1-30. Les Juifs de la Diaspora la lisent généralement en septembre ou au début d'octobre. Avec 30 versets, c'est la plus courte des sections hebdomadaires.
Le calendrier juif luni-solaire comprend jusqu'à 54 semaines, le nombre exact variant selon les années, « pleines » ou « défectives ». Dans les années avec plus de semaines (par exemple, 2008, 2012 et 2015), la parashat Vayelekh est lue indépendamment. Dans les années avec moins de semaines (par exemple, 2006, 2009, 2014), la lecture de la Torah combine cette parasha et la précédente, Nitzavim, afin d'atteindre le nombre de lectures hebdomadaires requis.
La parashat Vayelekh est lue le Sabbath qui précède immédiatement Rosh Hashana lorsqu'elle est combinée avec Nitzavim, et le Shabbat shouva (sabbath des dix jours de pénitence) lorsqu'elle est lue indépendamment.

## Résumé
Moïse évoque son grand âge et son successeur Josué. Il demande que la Torah soit lue à tout Israël rassemblé tous les sept ans, lors de la fête de Souccot. Dieu prédit à Moïse que le peuple ne restera pas longtemps dans le droit chemin, et lui dit de se préparer à quitter ce monde. Cependant, la Torah ne sera pas oubliée, et c'est grâce à cela que l'exil prendra fin. Moïse confie le texte de la Torah aux cohanim lévites, pour qu'il soit placé dans l'Arche d'alliance.

### Divisions de la parasha lors de la lecture complète
La lecture de la parasha à la synagogue le sabbath est traditionnellement divisée en sept sections, pour lesquelles un membre différent de la congrégation est appelé à lire. La première lecture, le rishon, échoit traditionnellement à un cohen, la seconde, appelée sheni, à un levi, les suivantes à un israël (ni cohen ni levi). La septième section comporte une sous-section, le maftir, qui est lu par la personne qui lira ensuite la haftara.
Les sections de la parashat Vayelekh sont:
- rishon:
- sheni:
- shlishi:
- revi'i:
- hamishi:
- shishi:
- shevi'i:
  - maftir:

### Divisions de la parasha lors de la lecture abrégée
Une lecture publique de la parasha fut instaurée par Ezra le Scribe le lundi et le jeudi à la synagogue. Cette lecture, sensiblement plus courte, ne comprend que trois sections, la première réservée au cohen, la seconde au levi, la troisième à un israël
- Section du cohen: Devarim[3]
- Section du levi: Devarim[3]
- Section de l'israël: Devarim[3]

### Maqam
Un maqam est un système de modes musicaux utilisé dans la musique arabe mélodique classique. Les juifs originaires des pays orientaux (Afrique du Nord, Syrie) s'en sont inspirés, et adaptent la mélodie de la liturgie du Shabbat en fonction du contenu de la parasha de cette semaine. Ils emploient 10 maqam différents, possédant chacun son usage propre.
Le maqam utilisé lors du sabbath au cours duquel on lit la parashat Vayelekh est le Maqam Hosseni, marquant le Shabbat Shouva, ou pour certains Hijaz, anticipant la mort de Moïse.

## Rishon

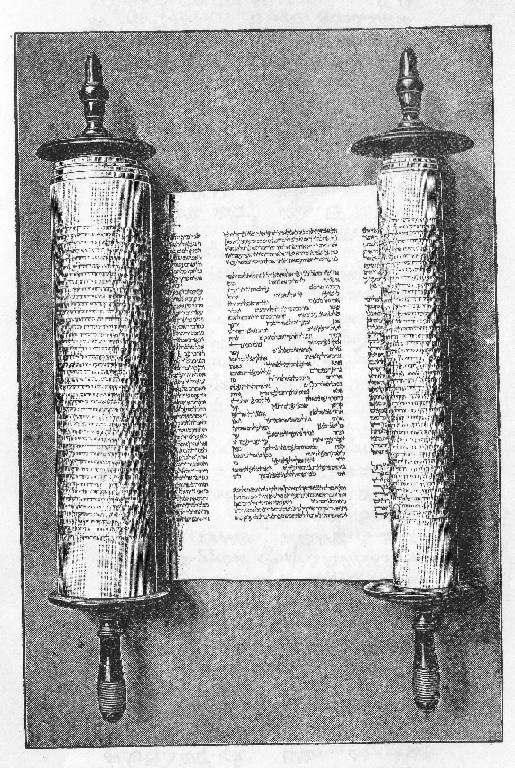
Un Sefer Torah

## Commandements
La Torah comporte, selon la tradition rabbinique, 613 prescriptions. Différents sages ont tenté d'en établir un relevé dans le texte biblique.
Selon deux de ces computs les plus célèbres, le Sefer Hamitzvot de Moïse Maïmonide et le Sefer HaHinoukh, la parashat Vayelekh comporte 2 prescriptions positives:
- Le peuple doit s'assembler pendant la fête de Souccot à l'issue de la septième année (l'année sabbatique) pour écouter la lecture publique de la Torah (Dt 31,12.)
- Tout homme en Israël a pour obligation d'écrire un rouleau de la Torah (Dt 31,19.)

## Haftara

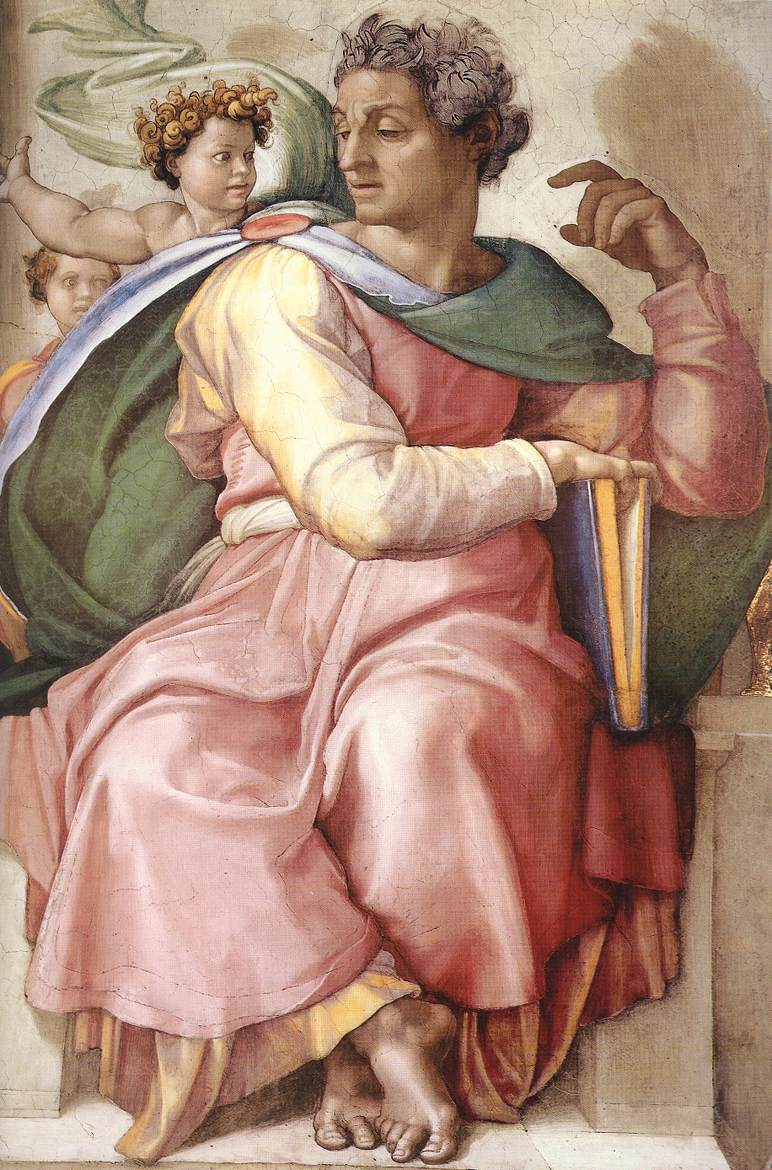
Isaïe (fresque de Michelangelo)

La haftara est une portion des livres des Neviim ("Les Prophètes") qui est lue publiquement à la synagogue après la lecture de la Torah. Elle présente généralement un lien thématique avec la parasha qui l'a précédée.
Lorsque la parashat Vayelekh est lue indépendamment, la haftara est Isaïe 55:6–56:8.
Lorsque la parashat Vayelekh coïncide avec le Shabbat Shouva (le Sabbath précédant Yom Kippour, comme c'est le cas en 2008 et 2012), la haftara se compose de trois passages des Prophètes, lus sans interruption:
- Osée 14:2–10,
- Michée 7:18–20, et
- Joël 2:15–27.

Lorsque la parashat Vayelekh est combinée avec la parashat Nitzavim (comme c'est le cas en 2007, 2009, 2010, 2011, 2013, et 2014), la haftara est celle qu'on lit habituellement lors de la parashat Nitzavim, c'est-à-dire Isaïe 61:10–63:9. Elle ne fait pas immédiatement référence à la parasha, mais à la consolation du peuple à la suite de la destruction des Temples. C'est la septième et dernière des sept haftarot de consolation, aboutissant à Rosh Hashana, le Nouvel An juif.